# Isla Manuel Rodríguez
Die Isla Manuel Rodríguez ist eine Insel im Süden Chiles. Die Insel bildet einen Teil der Nordküste der Magellanstraße. Sie ist von der patagonischen Festlandsmasse durch eine schmale Meerenge, dem Canal Smyth, getrennt. Im Südwesten trennt der Canal Sargazos die Isla Manuel Rodriguez von der Nachbarinsel Isla Parker. Die Küstenlinie ist durch Fjorde stark gegliedert. Die Insel ist Teil des Archipiélago Reina Adelaida.

## Geschichte
Die Insel wurde benannt nach dem chilenische Politiker und Rechtsanwalt Manuel Javier Rodríguez Erdoíza. Er wird als einer der Begründer des modernen Chile betrachtet. 